# Kamienica Wołyńska
Kamienica Wołyńska (ukr. Кам'яниця-Волинська, ros. Каменица-Волынская) – węzłowa stacja kolejowa w miejscowości Podłuże, w rejonie dubieńskim, w obwodzie rówieńskim, na Ukrainie. Nazwa pochodzi od pobliskiej wsi Kamienica. Rozpoczyna się tu linia do Krzemieńca.
Stacja istniała przed II wojną światową.